# ستيف ييتس
ستيف ييتس (بالإنجليزية: Steve Yates)‏ (8 ديسمبر 1953 في المملكة المتحدة - ) هو لاعب كرة قدم بريطاني في مركز الدفاع. لعب مع ستوكبورت كونتي وليستر سيتي ونادي تشيسترفيلد ونادي دونكاستر روفرز ونادي ساوثيند يونايتد وشبشيد دينامو ‏ ودارلينجتون إف سى.

## وصلات خارجية
- ستيف ييتس على موقع قاعدة بيانات كرة القدم.إي يو (الإنجليزية)